# Glavoč plošac
Glavoč plošac (lat. Chromogobius quadrivittatus) riba je iz porodice glavoča. Ponekad ga nazivaju i maćani glavoč. Naraste do 6,5 cm duljine, a hrani se malim račićima. Tijelo mu je vretenasto, izduženo, prekriveno ljušturama. Glava mu je široka, a gornja usna naglašeno debela. Svijetlo smeđe je boje, a između bočnih peraja, proteže se svijetli pojas, gotovo bijel, u obliku sedla. Sličan takav pojas, samo mnogo manji i slabije naglašen se nalazi i između dvije leđne peraje. Od pojasa pa prema glavi, naglašeno je istočkan tamnijom nijansom smeđe boje. Repna peraja je zaobljena, a vrhovi svih peraja su svjetliji od boje tijela. Glavoč plošac živi u plitkom moru, na malim dubinama, gdje se krije među kamenjem ili nakupinama trave.

## Rasprostranjenost
Glavoč plošac živi samo u Mediteranu i Crnom moru.

## Vanjske poveznice
|  | Zajednički poslužitelj ima još gradiva o temi Chromogobius quadrivittatus |
|  | Wikivrste imaju podatke o taksonu Chromogobius quadrivittatus             |